# Elpidia Carrillo
Elpidia Carrillo, född 16 augusti 1961 i Paracuaro, Michoacán, är en mexikansk skådespelare.
Carrillo har bland annat medverkat i filmerna Blue Beetle, Seven Pounds och The Brave.

## Filmografi (i urval)
- 1987 – Rovdjuret
- 1994 – Pumans dotter
- 1997 – The Brave
- 2008 – Seven Pounds
- 2023 – Blue Beetle